# Usysa
Usysa (vitryska: Усыса) är ett vattendrag i Belarus.   Det ligger i voblasten Vitsebsks voblast, i den norra delen av landet, 210 km nordost om huvudstaden Minsk.
Omgivningarna runt Usysa är en mosaik av jordbruksmark och naturlig växtlighet. Runt Usysa är det glesbefolkat, med 14 invånare per kvadratkilometer.